# Stadtpfarrkirche Neunkirchen

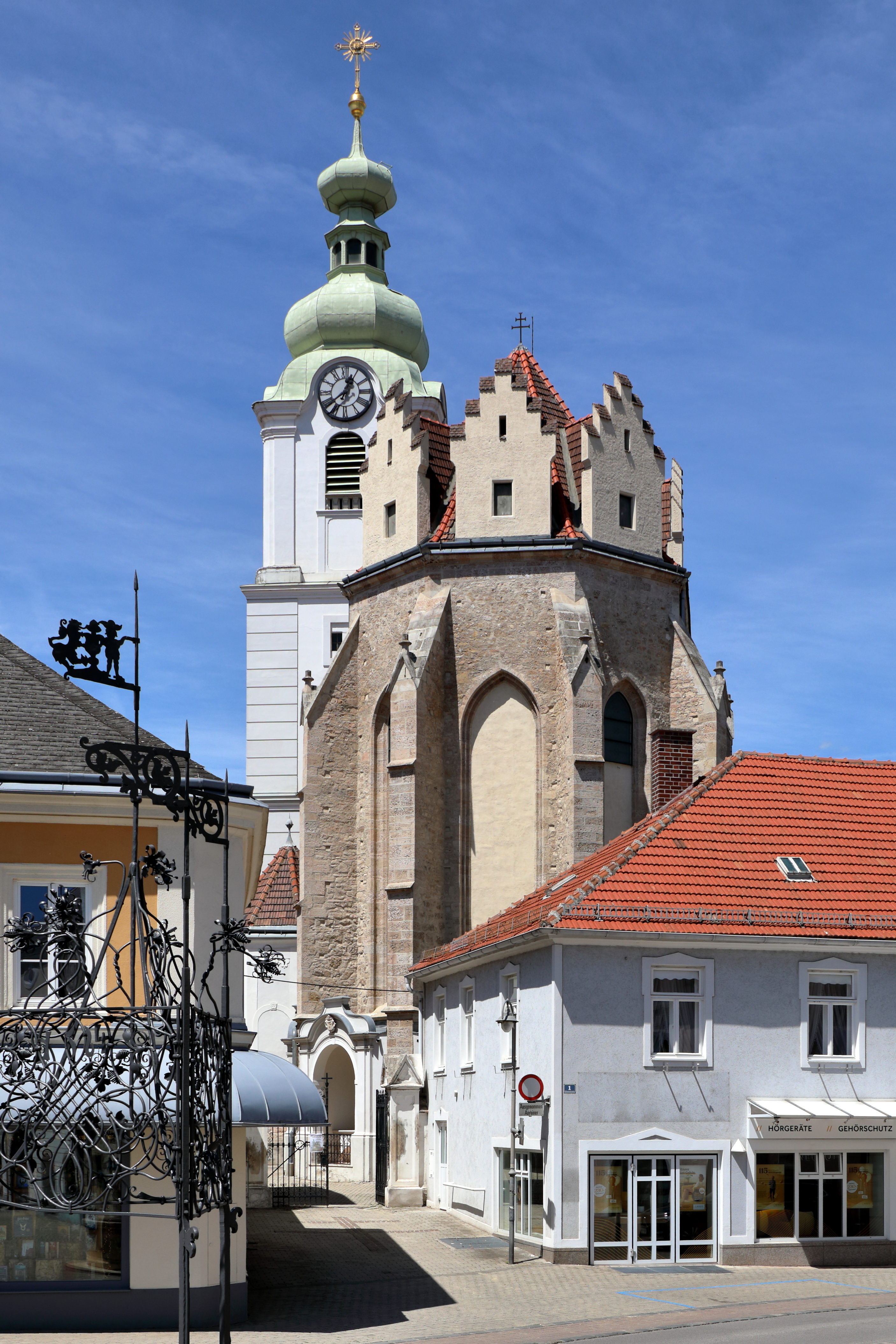
Katholische Mariä-Himmelfahrt-Kirche in Neunkirchen

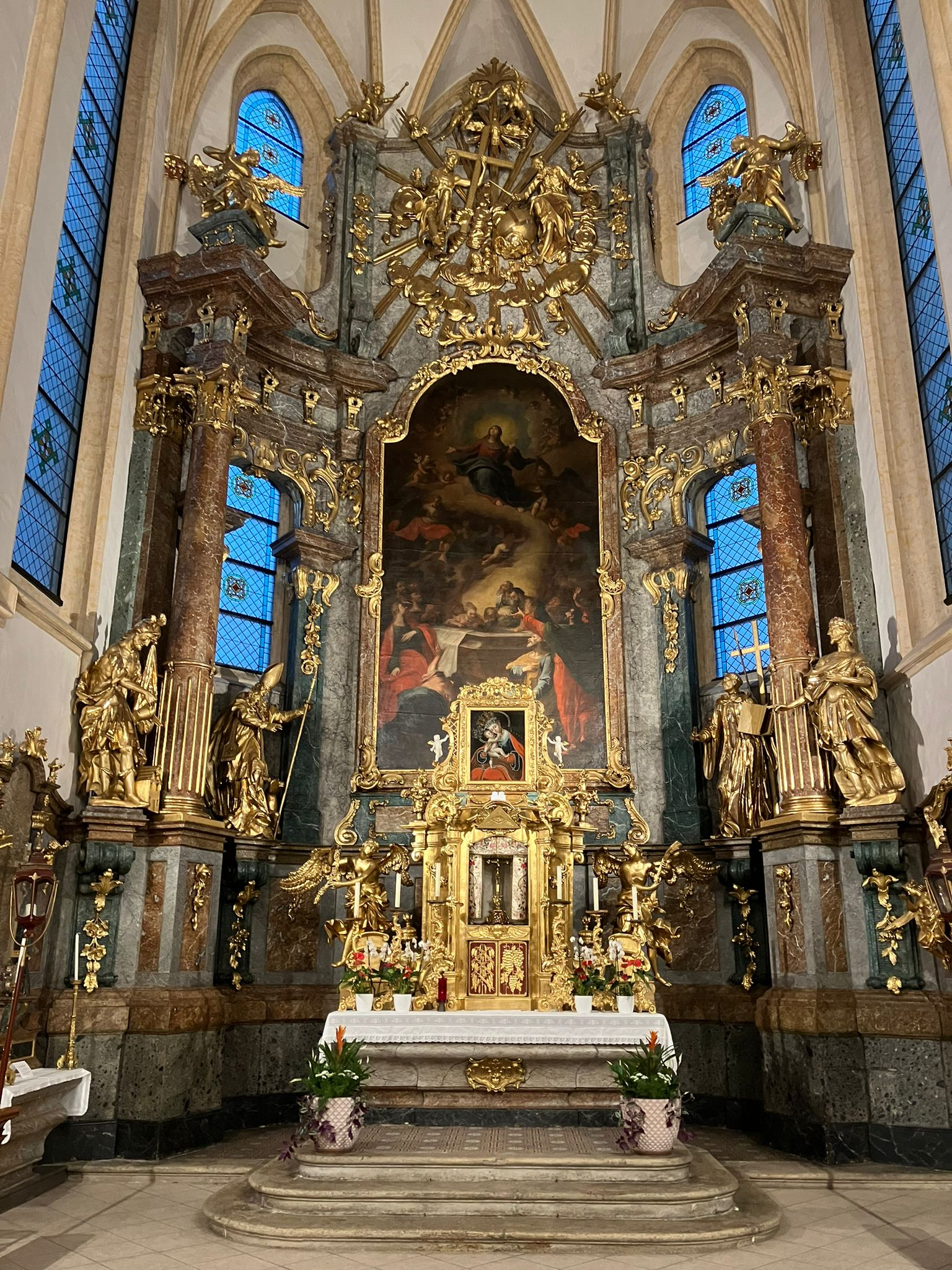
Hochaltar der Mariä-Himmelfahrt-Kirche

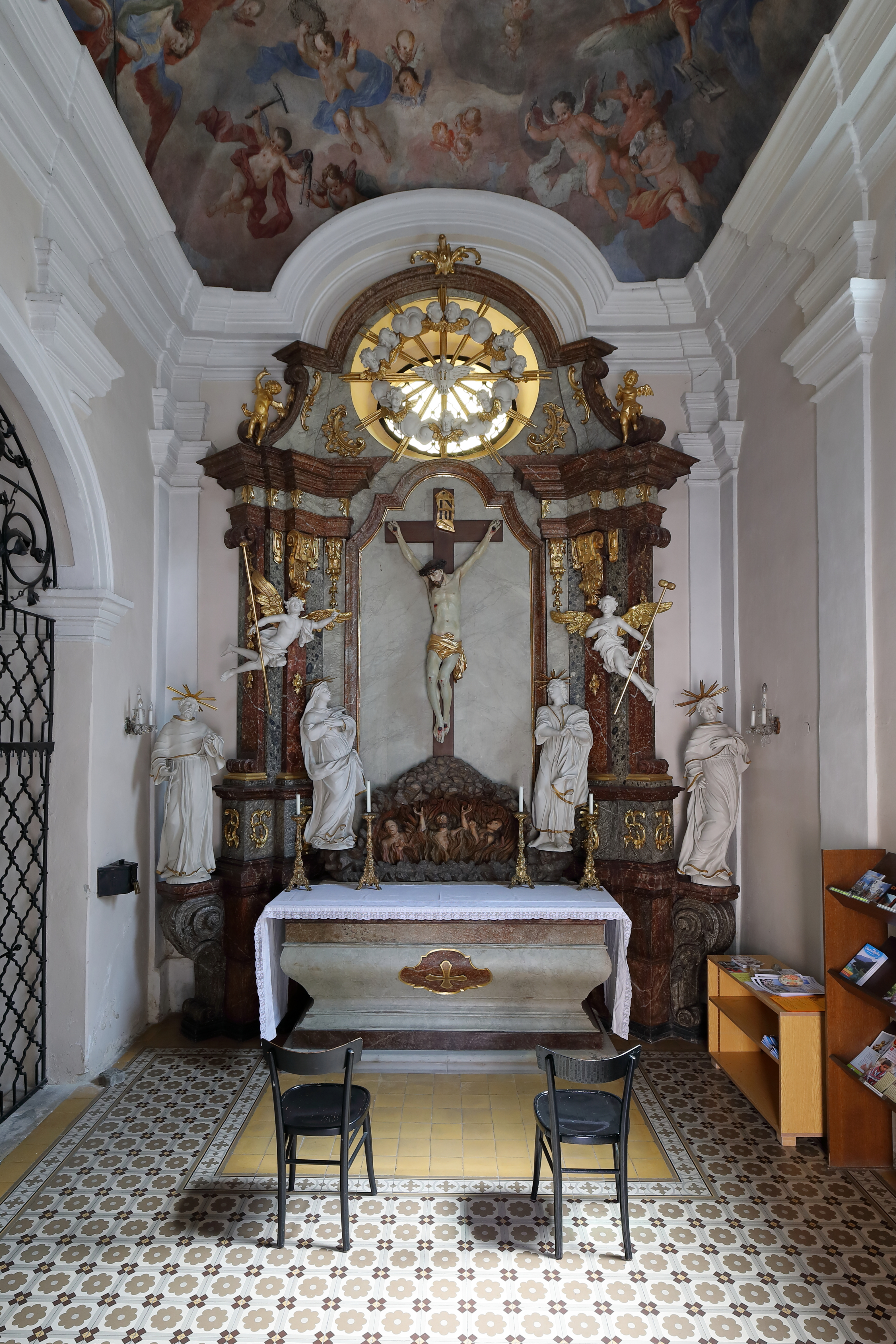
Kreuzaltar der Arme-Seelen-Kapelle

Die römisch-katholische Stadtpfarrkirche Neunkirchen steht vom Minoritenkloster taborartig umschlossen in der Stadtmitte von Neunkirchen in Niederösterreich. Die dem Patrozinium Mariä Himmelfahrt unterstellte Pfarrkirche gehört zum Dekanat Neunkirchen im Vikariat Unter dem Wienerwald der Erzdiözese Wien. Die Kirche steht unter Denkmalschutz.

## Geschichte
Die Pfarre wird vor dem Jahre 1050 angenommen. Mit Urkunde aus dem Jahre 1094 gehört die Pfarre und die Kirche zum bayerischen Benediktinerkloster Formbach. Ab der ersten Hälfte des 12. Jahrhunderts bis zum Jahre 1782 gehörte Pfarre und Kirche kirchlich zum Erzbistum Salzburg und gehört seit 1785 zur Erzdiözese Wien. Anfang des 16. Jahrhunderts wird die Pfarre eine landesfürstliche Lehenspfarre. Im Jahre 1591 ging die Pfarre als Patronat an Ludwig von Hoyos, welcher sich und seine Nachkommen verpflichtete, die Pfarre und die dazugehörigen Benefizien mit katholischen Pfarrern zu besetzen. Im Jahre 1631 wurde die Pfarre dem neu gegründeten Minoritenkloster, einer Gründung von Hans Balthasar von Hoyos, inkorporiert.

## Architektur
Die im Kern romanische bzw. spätromanische Kirche mit ehemaligem Turmpaar (der nördliche Turm wurde abgetragen) wurde mehrfach spätgotisch mit Schiffteilung und Wölbung umgestaltet und im barocken Stil verändert und mit Anbauten ergänzt.

## Einrichtung
Der mächtige dreiachsige Hochaltar wurde um die Mitte des 18. Jahrhunderts errichtet. Er reicht bis in die Gewölbezone und die säulengestützte Seitenteile sind der Apsisform und den Fenstern angepasst. Das Altarbild stellt die „Himmelfahrt Mariens“ dar und darüber die Plastik „Heilige Dreifaltigkeit“, umgeben von mehreren Putti. Auf der Sockelzone der Seitenteile befinden sich die vier Heiligenfiguren Florian, Eligius, Bernhard und Ernestus. Im Vordergrund freistehend eine Sarkophagmensa mit dem Tabernakel, der von zwei Engelfiguren flankiert wird und mit einer barocken Kopie des Gnadenbildes „Maria Hilf“ von Lucas Cranach der Ältere bekrönt ist. Das Bild befand sich ursprünglich in der Marienkapelle und war wegen der Wundertätigkeit ab dem 18. Jahrhundert Ziel zahlreicher Wallfahrten.
Das Hochaltarbild mit der Darstellung von Mariä Himmelfahrt wurde 1768 von Johann Franz Greippel (1720–1768), vermutlich einem Schüler von Paul Troger, geschaffen und 2024 restauriert, als es beim Brand der Stadtpfarrkirche Neunkirchen 1907 stark in Mitleidenschaft gezogen wurde.
Die Vorgängerorgel baute Karl Neusser 1909 mit einer pneumatischen Traktur, da die Barockorgel von Simon Burckhardt aus 1756 im Zuge des Brandes der Pfarrkirche 1907 vernichtet wurde. Die heutige Orgel mit 21 Registern auf zwei Manualen und Pedal wurde 1983 von der OÖ. Orgelbauanstalt St. Florian errichtet.
Das Geläute besteht aus vier Glocken der Glockengießerei Pfundner aus dem Jahr 1951. In der Turmlaterne hängt außerdem noch eine kleine Glocke aus dem Jahr 1907.

## Arme-Seelen-Kapelle
Die Kapelle ist eine Stiftung des Neunkirchner Ratsherrn Sebastian Eder aus dem Jahr 1733 und wurde an das südliche Seitenschiff der Kirche angebaut.